# 刘梅村

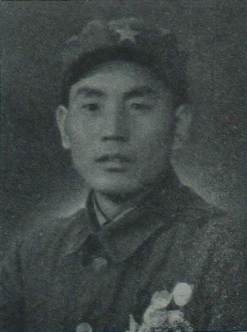

刘梅村（1915年8月—2003年10月），山东广饶人，中国人民解放军将领。

## 生平
1937年参加抗日武装。1940年加入中国共产党。后参加中国人民解放军，四平战役中重伤，后参加海南岛战役等，立特等功，授予战斗英雄称号。
1954年，当选第一届全国人民代表大会代表。